# Septisk chock
Septisk chock är en livshotande form av sepsis. När det blodtrycksfall som uppstår vid sepsis inte går att häva med stora mängder intravenös vätsketillförsel, kallas tillståndet för septisk chock. Orsaken till blodtrycksfallet är en kraftig inflammatorisk reaktion med massivt pådrag av inflammatoriska budbärarmolekyler, exempelvis cytokiner som TNF-α, IL-1 och flera andra. Dessa inflammatoriska molekyler leder i sin tur till att blodkärlen vidgas, vilket leder till att blodtrycket faller, och därmed uppstår ischemi, organsvikt och koma.
Septisk chock orsakas av den kraftiga inflammation som alstras av vissa specifika antigen på bakterien, exempelvis LPS. Den stora mängden LPS stimulerar det ospecifika immunförsvaret att aktiveras på ett onormalt kraftigt sätt, vilket inte är förenligt med kroppens normala fysiologi.

## Sepsis-3
2016 publicerade en internationell arbetsgrupp nya definitioner av och diagnostiska kriterier för sepsis (R65.1) och septisk chock (R57.2) och sedan 2018 ska dessa användas i svensk sjukvård.
Sepsis är ett tillstånd av livshotande organdysfunktion som orsakas av stört systemiskt svar på infektion. Sepsis föreligger när en akut infektion orsakar organdysfunktion motsvarande en ökning av ≥2 SOFA-poäng (gällande andningssystemet, blodkoagulering, lever-funktion, hjärt- och kärlsystemet, nervsystemet och njur-funktion) i förhållande till värden före sepsis-sjukdomen. 
Septisk chock är en undergrupp av sepsis och föreligger vid därtill kvarstående lågt blodtryck som kräver blodtryckshöjande medicin för att upprätthålla ett medelartärtryck ≥65 mm Hg tillsammans med laktat >2 mmol/l trots adekvat vätsketillförsel.